# Maximilian Sciandri
Maximilian Sciandri est un ancien coureur cycliste anglais, né le 15 février 1967 à Derby. Il est actuellement directeur sportif de l'équipe Movistar.

## Biographie
Bien que né en Angleterre, il est italien jusqu'en décembre 1994 où il choisit la nationalité anglaise à l'âge de 28 ans. Ceci lui permet d'être sélectionné pour les Jeux olympiques d'Atlanta, où il remporte la médaille de bronze de la course en ligne.
Il passe professionnel en 1989 et le reste jusqu'en 2004. Il remporte 33 victoires.
Après sa carrière de coureur, il devient entraîneur et directeur sportif. Il encadre l'équipe de Grande-Bretagne des moins de 23 ans avant d'intégrer l'équipe BMC Racing en 2011. Lorsque celle-ci change de nom et de sponsor en 2019, il rejoint l'équipe espagnole Movistar.

## Palmarès
- 1987
  - Gran Premio Alluvioni Cambiò
- 1988
  - 1re étape du Tour d'Italie amateurs
  - 3e du Tour de Lombardie amateurs
- 1989
  - Tour de Romagne
  - 2e du Tour du Latium
- 1990
  - Grand Prix Pino Cerami
  - 2e, 3ea, 4e, 5e et 6e étapes du Tour d'Aragon
  - Tour de Romagne
  - 2e du Tour de la province de Reggio de Calabre
  - 3e du Tour de Luxembourg
- 1991
  - 1rea étape des Trois Jours de La Panne
  - 11e étape du Tour d'Italie
  - 3e de la Semaine cycliste internationale
  - 3e des Trois Jours de La Panne
  - 3e du Grand Prix de Zurich
- 1992
  - 5e étape du Tour de Romandie
  - 2e étape du Tour d'Italie
  - Tour de Grande-Bretagne :
    - Classement général
    - 2e étape

  - 2e de Paris-Camembert
  - 6e de la Classique de Saint-Sébastien
- 1993
  - 2e étape de la Semaine cycliste internationale
  - Tour de Luxembourg :
    - Classement général
    - 1re et 2e étapes

  - Tour de Vénétie
  - Grand Prix de Fourmies
  - Coppa Placci
  - 2e du Grand Prix de Francfort
  - 3e de Milan-San Remo
  - 3e du Tour de Lombardie
  - 3e de la Coupe du monde
  - 4e de la Wincanton Classic
  - 5e du Tour des Flandres
  - 5e de l'Amstel Gold Race
  - 10e du Grand Prix de Zurich
- 1994
  - 1rea étape du Tour méditerranéen (contre-la-montre par équipes)
  - 4e étape du Tour du Trentin
  - 16e étape du Tour d'Italie
  - 2e du Critérium des Abruzzes
  - 2e du Tour du Latium
  - 3e du Tour de Vénétie
  - 3e de Milan-Vignola
  - 7e de Liège-Bastogne-Liège
  - 7e de la Leeds International Classic
- 1995
  - 1rea étape du Tour méditerranéen (contre-la-montre par équipes)
  - 2e étape de Tirreno-Adriatico
  - 3ea étape des Trois Jours de La Panne
  - 11e étape du Tour de France
  - Leeds International Classic
  - Grand Prix de Fourmies
  - 7e de la Classique de Saint-Sébastien
  - 8e de la Coupe du monde
  - 9e du Tour des Flandres
- 1996
  - 8ea étape de Paris-Nice
  - 2e de la Leeds International Classic
  -  Médaillé de bronze de la course en ligne aux Jeux olympiques d'Atlanta
  - 4e de Milan-San Remo
- 1997
  - 2e du Grand Prix de la ville de Camaiore
  - 2e du Grand Prix de l'industrie et du commerce de Prato
  - 2e de Paris-Tours
  - 2e du Grand Prix de l'industrie et de l'artisanat de Larciano
  - 5e de Liège-Bastogne-Liège
- 1998
  - 1re et 5e étapes du Critérium du Dauphiné libéré
  - 3e des Trois vallées varésines
  - 6e de la Classique de Saint-Sébastien
- 1999
  - 2e du Grand Prix de Fourmies
- 2000
  - Tour du Latium
  - 5e étape du Rapport Toer
- 2001
  - 7e du Tour de Lombardie

## Résultats sur les grands tours

### Tour de France
7 participations
- 1990 : 154e
- 1992 : abandon (7e étape)
- 1993 : 71e
- 1995 : 47e, vainqueur de la 11e étape
- 1996 : abandon (11e étape)
- 1997 : 67e
- 1998 : non-partant (18e étape)

### Tour d'Italie
6 participations
- 1991 : abandon (17e étape), vainqueur de la 11e étape
- 1992 : 88e, vainqueur de la 3e étape
- 1994 : abandon (20e étape), vainqueur de la 16e étape
- 2000 : 67e
- 2001 : 58e
- 2002 : 68e

### Tour d'Espagne
3 participations
- 1989 : abandon (11e étape)
- 1997 : non-partant (12e étape)
- 1998 : non-partant (15e étape)